# Diuris pardina
Diuris pardina är en orkidéart som beskrevs av John Lindley. Diuris pardina ingår i släktet Diuris och familjen orkidéer. Inga underarter finns listade i Catalogue of Life.

## Bildgalleri

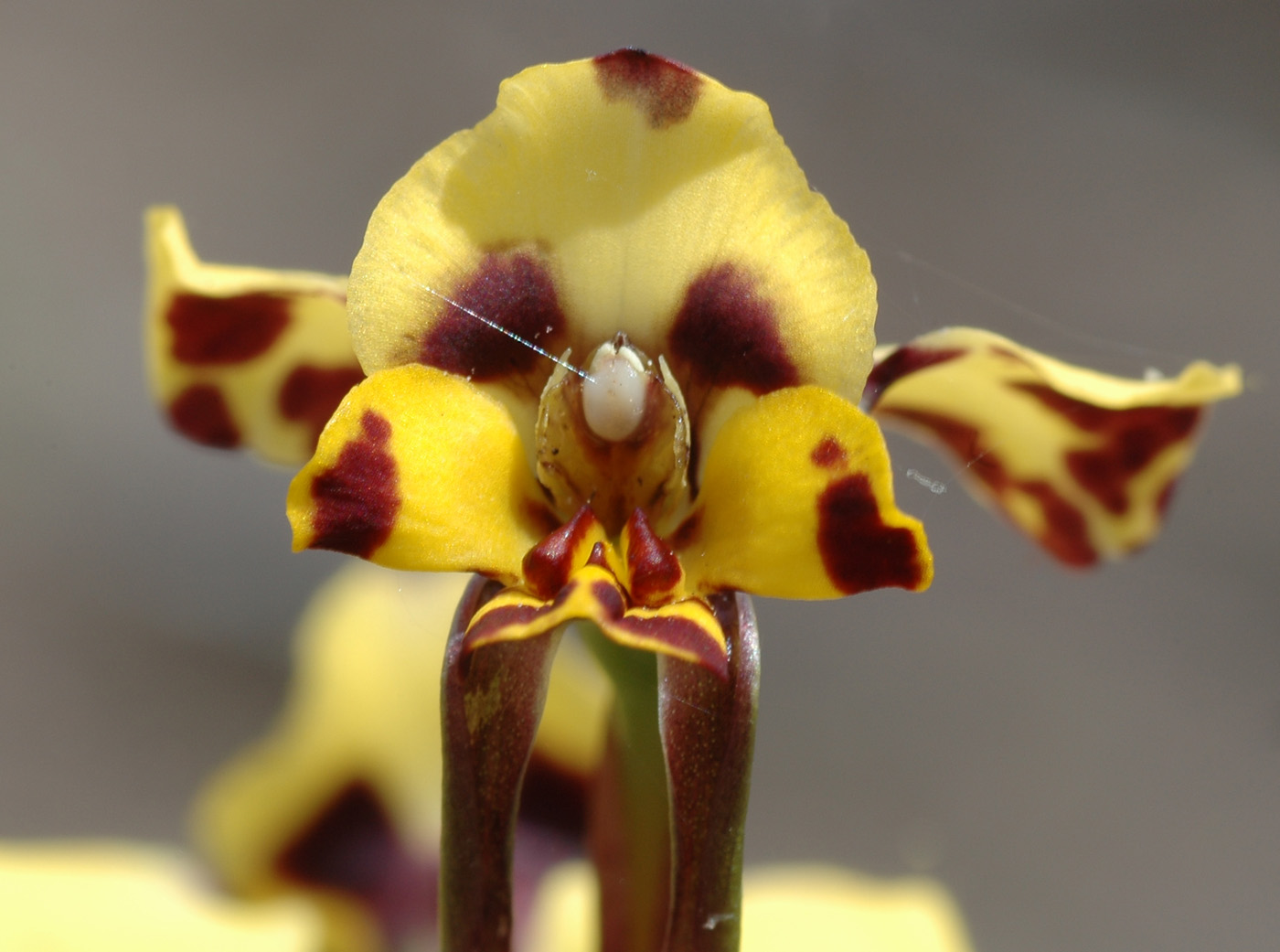
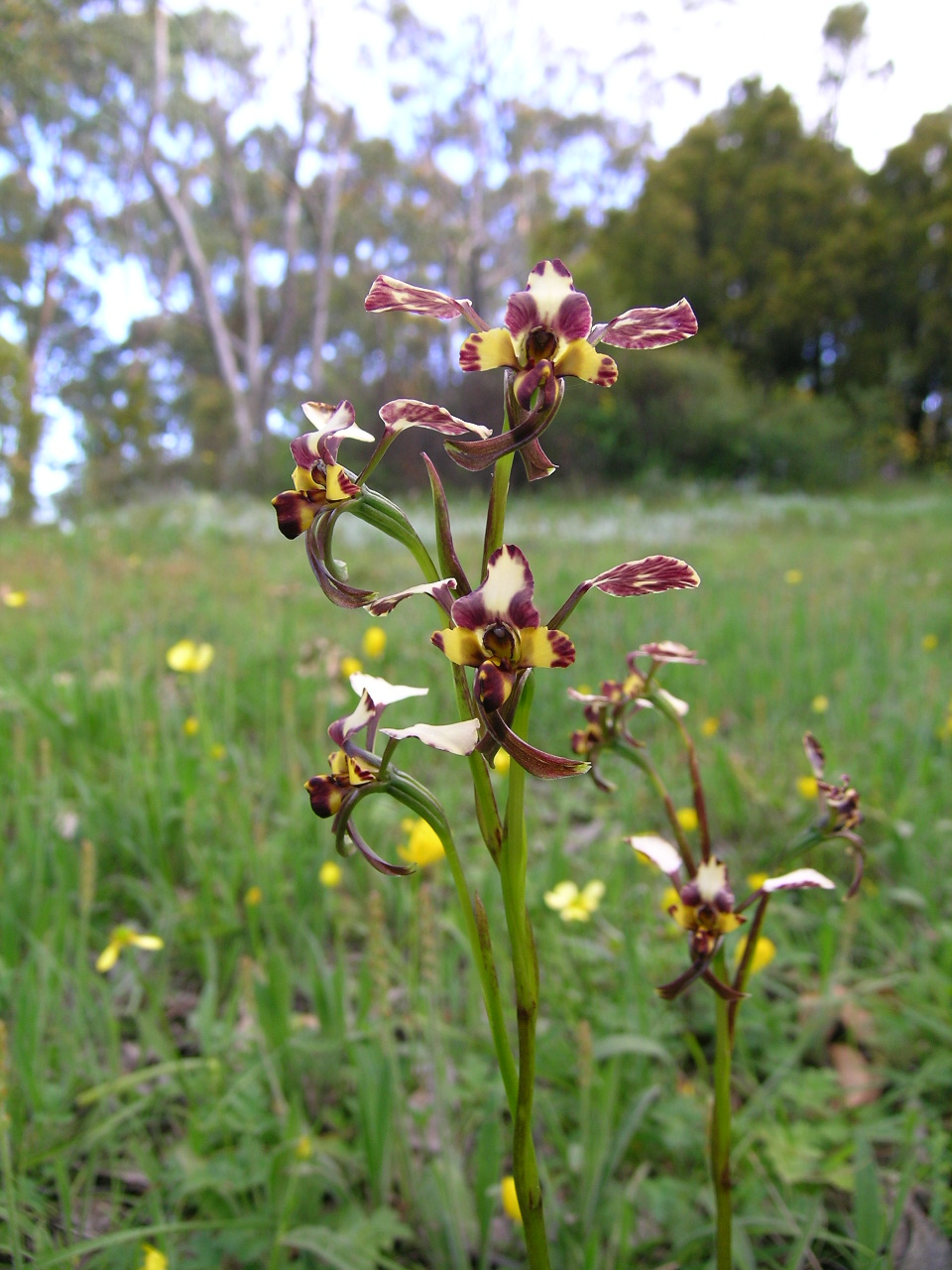
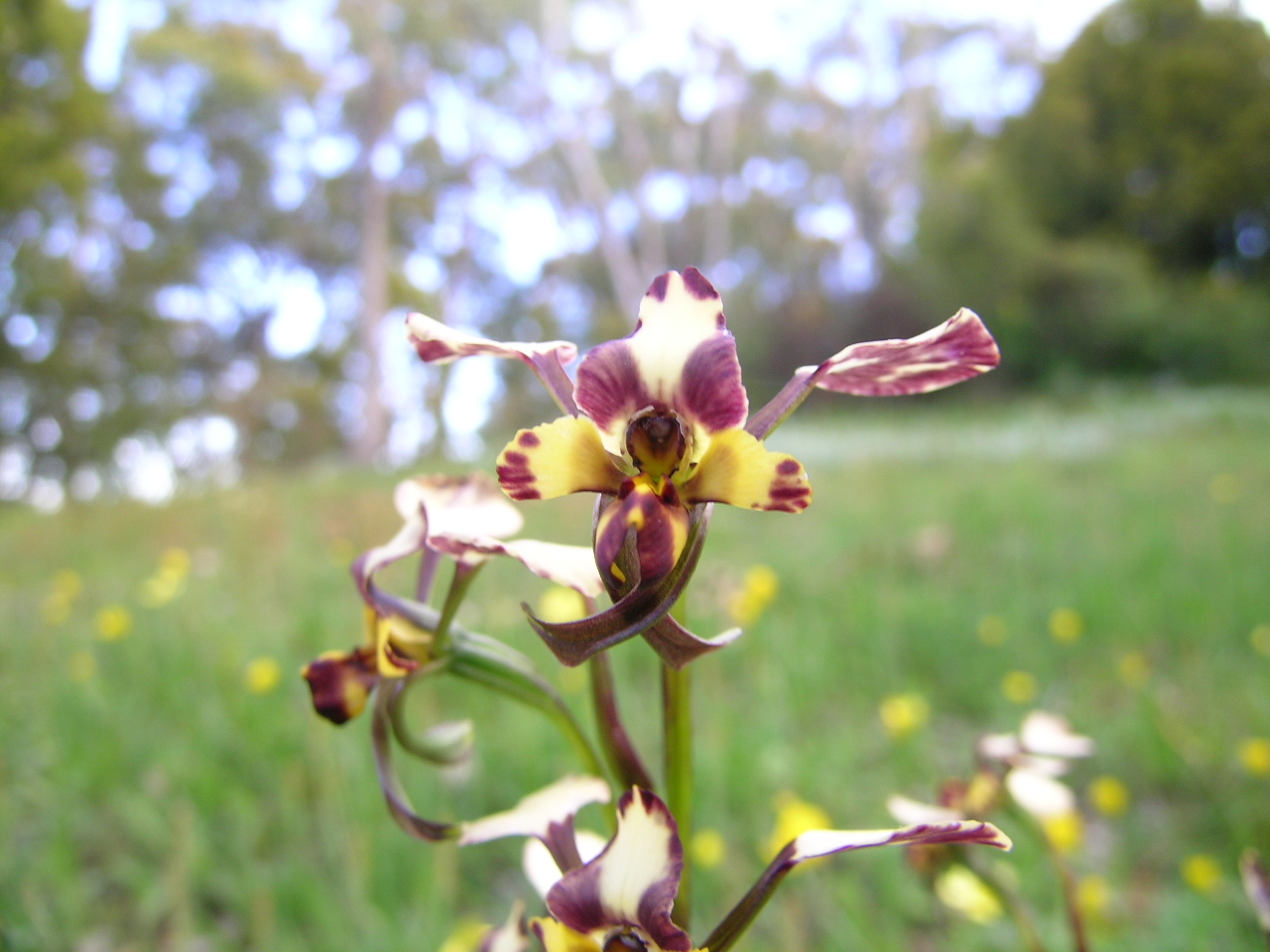